# Nendaz
Nendaz (toponimo francese; in tedesco Neind, desueto) è un comune svizzero di 6 805 abitanti (2020) del Canton Vallese, nel distretto di Conthey.

## Monumenti e luoghi d'interesse

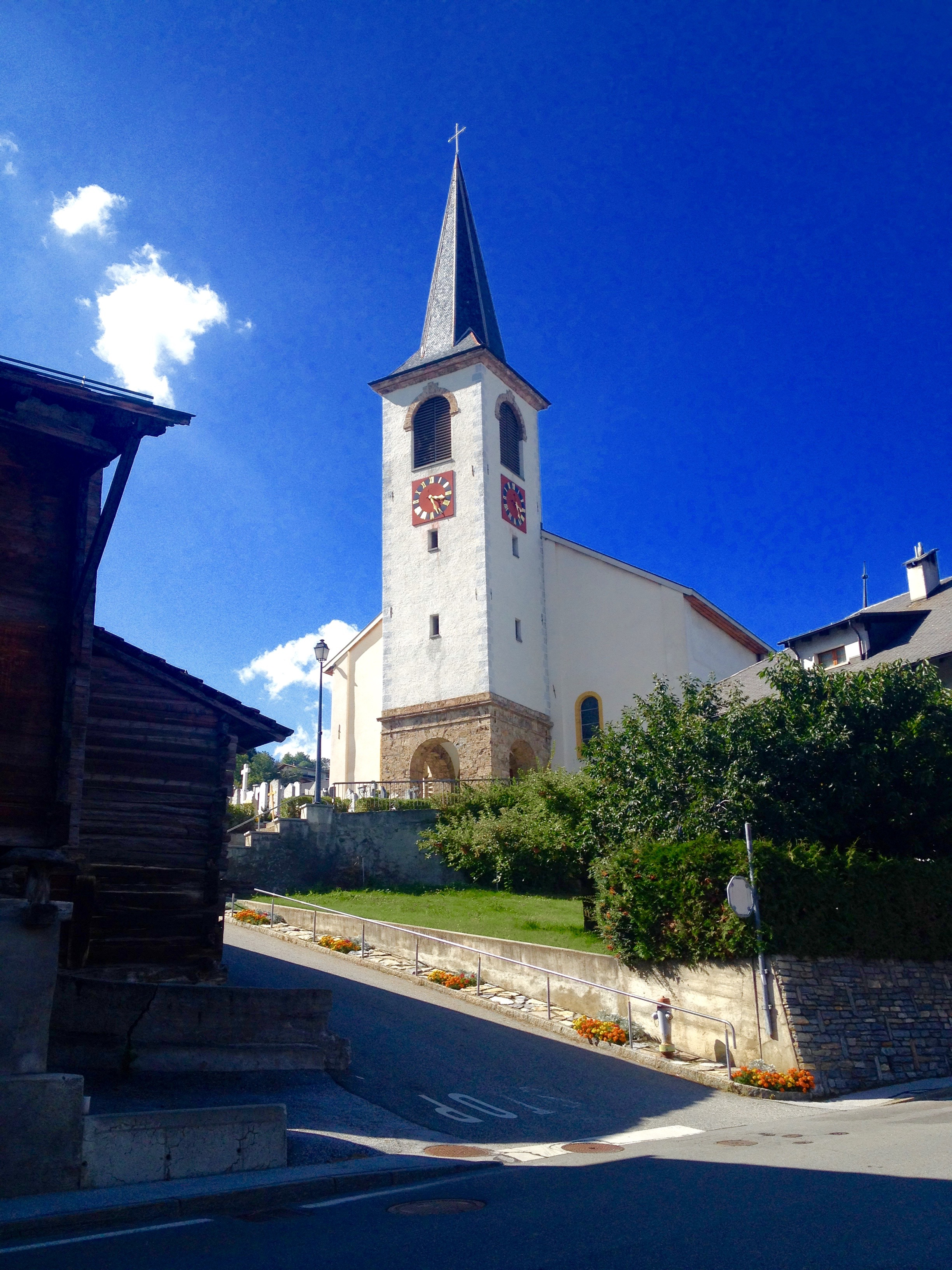
La chiesa di San Leodegario

- Chiesa parrocchiale cattolica di San Leodegario in località Basse-Nendaz, eretta nell'XI secolo e ricostruita nel 1700 circa e nel 1882-1885[1];
- Cappella di San Michele in località Haute-Nendaz;
- Diga del Cleuson.

## Società

### Evoluzione demografica
L'evoluzione demografica è riportata nella seguente tabella:
Abitanti censiti

## Geografia antropica

### Frazioni

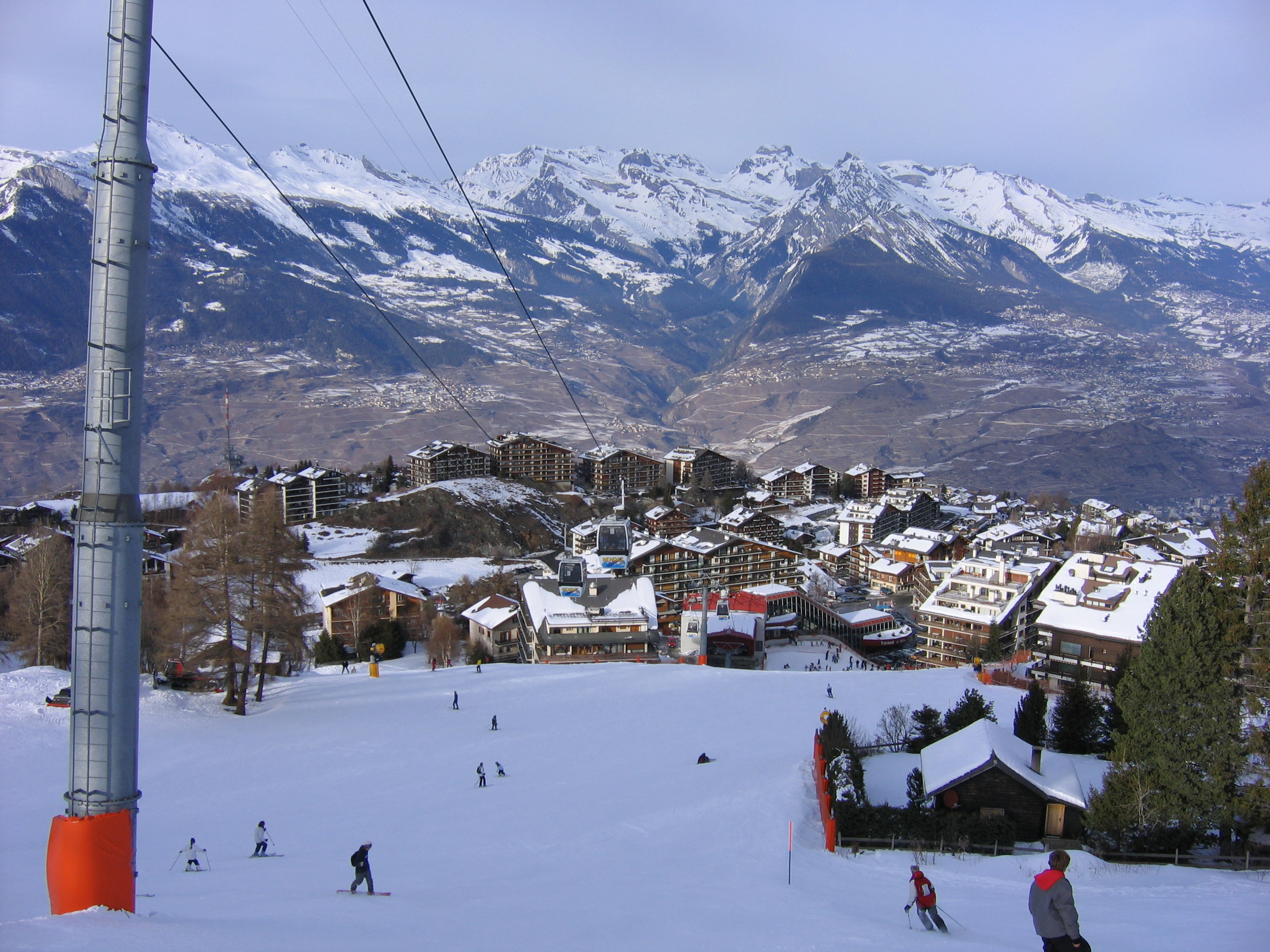
Haute-Nendaz

- Aproz
- Baar
- Basse-Nendaz, capoluogo comunale[1]
- Beuson
- Bieudron
- Brignon
- Haute-Nendaz, stazione sciistica[1]

## Amministrazione
Ogni famiglia originaria del luogo fa parte del cosiddetto comune patriziale e ha la responsabilità della manutenzione di ogni bene ricadente all'interno dei confini del comune.